# Torneio de Terborg 2010

## Regulamento
Os 8 times estão divididos em dois grupos com 4 cada. Na primeira fase, todos jogam contra todos em seus respectivos grupos e os dois melhores avançam para as semifinais. Todas as partidas terão tempo de 20 minutos cada tempo. Em caso de empate no tempo normal nos jogos das semifinais e final, a decisão irá para os pênaltis.

## Clubes Participantes
| África do Sul | Brasil   | México             | Holanda       |
| Kaizer Chiefs | Botafogo | Chivas Guadalajara | Ajax          |
|               | Grêmio   |                    | De Graafschap |
|               |          |                    | FC Twente     |
|               |          |                    | AZ Alkmaar    |
| ------------- | -------- | ------------------ | ------------- |

## Tabela de Jogos
| AZ Alkmaar | 0 x 0 | Grêmio        | Davilex |
| FC Twente  | 4 x 0 | Kaizer Chiefs | Davilex |

| AZ Alkmaar    | 1 x 2 | FC Twente     | Davilex |
| Grêmio        | 1 x 1 | Kaizer Chiefs | Davilex |
| Kaizer Chiefs | 1 x 0 | AZ Alkmaar    | Davilex |
| Grêmio        | 0 x 1 | FC Twente     | Davilex |

### Grupo Bordbusters
14 de Maio de 2010
| Ajax          | 1 x 0 | Chivas Guadalajara | Davilex |
| De Graafschap | 0 x 2 | Botafogo           | Davilex |

15 de Maio de 2010
| Chivas Guadalajara | 1 x 0 | De Graafschap      | Davilex |
| Botafogo           | 2 x 1 | Ajax               | Davilex |
| Botafogo           | 3 x 0 | Chivas Guadalajara | Davilex |
| Ajax               | 0 x 0 | De Graafschap      | Davilex |

## Classificação da 1ª fase

### Grupo Kaak
| Clube            | Pts | J | V | E | D | GP | GC | SG |
| ---------------- | --- | - | - | - | - | -- | -- | -- |
| 1° FC Twente     | 9   | 3 | 3 | 0 | 0 | 7  | 1  | +6 |
| 2° Kaizer Chiefs | 4   | 3 | 1 | 1 | 1 | 2  | 5  | -3 |
| 3° Grêmio        | 2   | 3 | 0 | 2 | 1 | 1  | 2  | -1 |
| 4° AZ Alkmaar    | 1   | 3 | 0 | 1 | 2 | 1  | 3  | -2 |

### Grupo Bordbusters
| Clube                 | Pts | J | V | E | D | GP | GC | SG |
| --------------------- | --- | - | - | - | - | -- | -- | -- |
| 1° Botafogo           | 9   | 3 | 3 | 0 | 0 | 7  | 1  | +6 |
| 2° Ajax               | 4   | 3 | 1 | 1 | 1 | 2  | 2  | 0  |
| 3° Chivas Guadalajara | 3   | 3 | 1 | 0 | 2 | 1  | 4  | -3 |
| 4° De Graafschap      | 1   | 3 | 0 | 1 | 2 | 0  | 3  | -3 |

|}

## Fase Final
|  | Semifinais           | Semifinais |   |  | Final                | Final |  |
|  |                      |            |   |  |                      |       |  |
|  | 16 de Maio - Davilex |            |   |  |                      |       |  |
|  | Kaizer Chiefs        | 0          |   |  |                      |       |  |
|  | Botafogo             | 3          |   |  |                      |       |  |
|  |                      |            |   |  |                      |       |  |
|  |                      |            |   |  | 16 de Maio - Davilex |       |  |
|  |                      |            |   |  | Botafogo             | 2     |  |
|  |                      | FC Twente  | 1 |  |                      |       |  |
|  |                      |            |   |  |                      |       |  |
|  |                      |            |   |  |                      |       |  |
|  |                      |            |   |  |                      |       |  |
|  | 16 de Maio - Davilex |            |   |  |                      |       |  |
|  | FC Twente            | 3          |   |  |                      |       |  |
|  | Ajax                 | 2          |   |  |                      |       |  |

| Torneio de Terborg 2010      |
| ---------------------------- |
| Brasil                       |
| Botafogo Campeão (1º título) |